# Baky Albert
Baky Albert (Baki) (Jut, Somogy vármegye, 1868. március 12. – Budapest, Kőbánya, 1944. január 9.) festőművész, grafikus.

## Életútja
Baki József és Kovács Terézia fiaként született. 1886-ban kezdte tanulmányait az Iparművészeti Iskolában, majd két évvel később a Mintarajziskolában képezte magát. 1894-től Münchenben tanult Hollósy Simonnál. Budapesten dolgozott, többnyire figurális műveket készített, melyek fő témája a szabadságharc volt. Felesége Molcsan Emília volt.